# Porciúncula
Porciúncula (en latín, Portiuncula; en italiano, Porziuncola) es una pequeña iglesia incluida dentro de la Basílica de Santa María de los Ángeles, en la frazione de Santa Maria degli Angeli (municipio de Asís), ubicada aproximadamente a 4 km de la capital municipal, en Umbría, Italia. Es el lugar donde comenzó el movimiento franciscano.
El nombre Porciúncula significa «pequeña porción de tierra» y fue mencionado por primera vez en un documento que data de 1045, actualmente en los archivos de la Catedral de San Rufino, en Asís.
Con este nombre también se denomina a la indulgencia plenaria que pueden ganar los fieles católicos el 2 de agosto (u otro día que designe el ordinario local para aprovechamiento de los fieles).
La Porciúncula y la basílica de Santa María de los Ángeles, junto a otros lugares franciscanos de Asís, fue declarado Patrimonio de la Humanidad por la Unesco en 2000.

## Historia
Según una leyenda, cuya existencia se puede seguir con certeza sólo hasta 1645, la pequeña capilla de la Porciúncula fue erigida con el papa Liberio (352-66) por los eremitas del valle de Josafat, quienes habrían llevado al lugar reliquias de la tumba de la Virgen. La misma leyenda relata que la capilla pasó a poder de san Benito en 516. Se conoció como Nuestra Señora del Valle de Josefat o de los Ángeles, refiriéndose esta segunda advocación, según algunos, a la Asunción de la Virgen a los cielos acompañada por ángeles; según otra opinión, se atribuye el nombre al canto de los ángeles que allí se escuchó con frecuencia.
Esta pequeña iglesia fue entregada, alrededor del año 1212, a san Francisco por el abad de san Benito de monte Subasio, con la condición de hacer de ella la iglesia madre de su familia religiosa.
Estaba en malas condiciones, abandonada en un bosque de robles, y San Francisco la restauró con sus propias manos. En esta iglesia, el 24 de febrero de 1208, san Francisco oyó la llamada de Jesús para que eligiera una vida de absoluta pobreza según el discurso misionero del evangelio de san Mateo, 10, 5.15.
Esta pequeña iglesia se convirtió así en el hogar de san Francisco y pronto de sus primeros discípulos. En esta iglesia san Francisco fundó la orden de hermanos menores y desde ese momento nunca la han abandonado los frailes. El domingo de ramos de 1211 san Francisco recibió en esta iglesia a Clara de Asís y la dedicó al Señor. Los capítulos generales y las reuniones anuales de los frailes se celebraban en esta iglesia normalmente en Pentecostés, que cae en mayo o junio.
Sintiendo que se acercaba su final, san Francisco regresó a la Porciúncula en septiembre de 1226. En su lecho de muerte, san Francisco recomendó la capilla a la leal protección y cuidado de sus hermanos. Murió en el ocaso del sábado del 3 de octubre de 1226. Después de la muerte de san Francisco, el valor espiritual y carisma de la Porciúncula se hizo aún mayor. El propio san Francisco había indicado que la Porciúncula fue la fuente original de inspiración y el modelo para todos sus seguidores.

## Acontecimientos posteriores
No se conoce con exactitud la forma o el plan del primer monasterio, construido cerca de la capilla, ni la forma exacta de la logia o las plataformas erigidas alrededor de la propia capilla, o del coro para los hermanos construido detrás. Poco después de 1290 la capilla resultó inadecuada para albergar a las masas de peregrinos. El retablo, una Anunciación, fue pintado por el sacerdote Hilario de Viterbo en 1393. El monasterio fue la residencia de los ministros generales de la orden después de san Francisco.

## Decoraciones en la Porciúncula

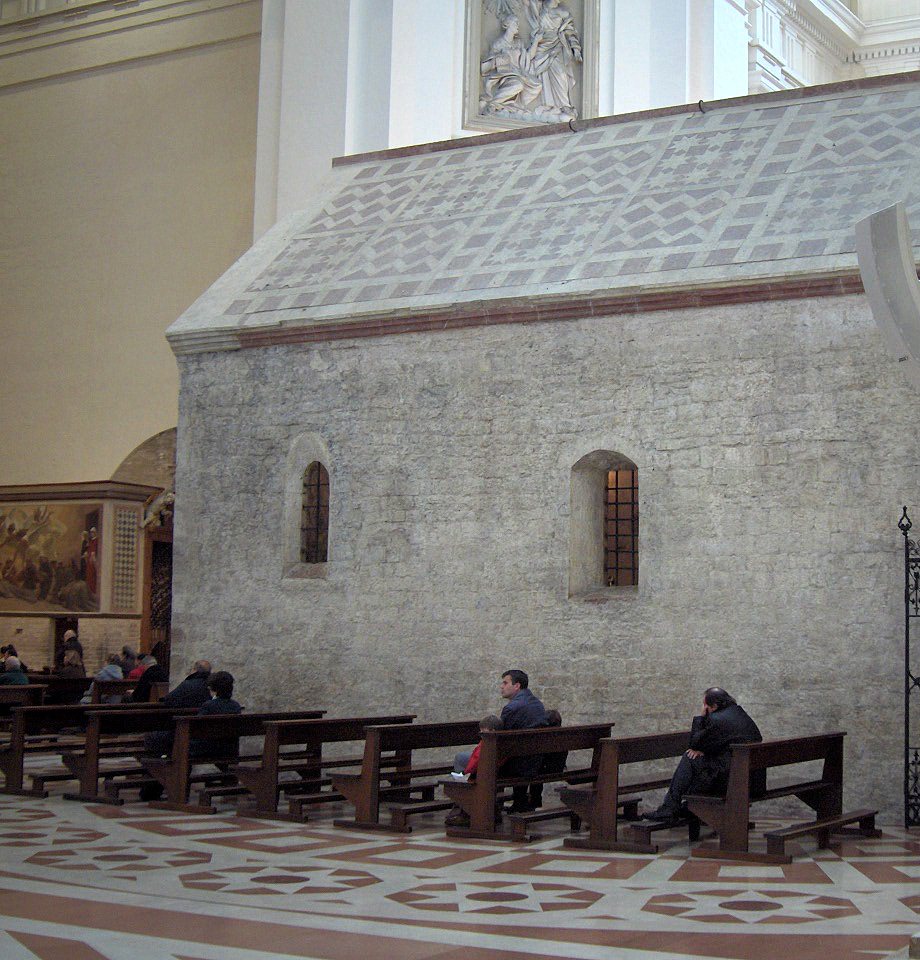
Vista lateral de la Porciúncula.

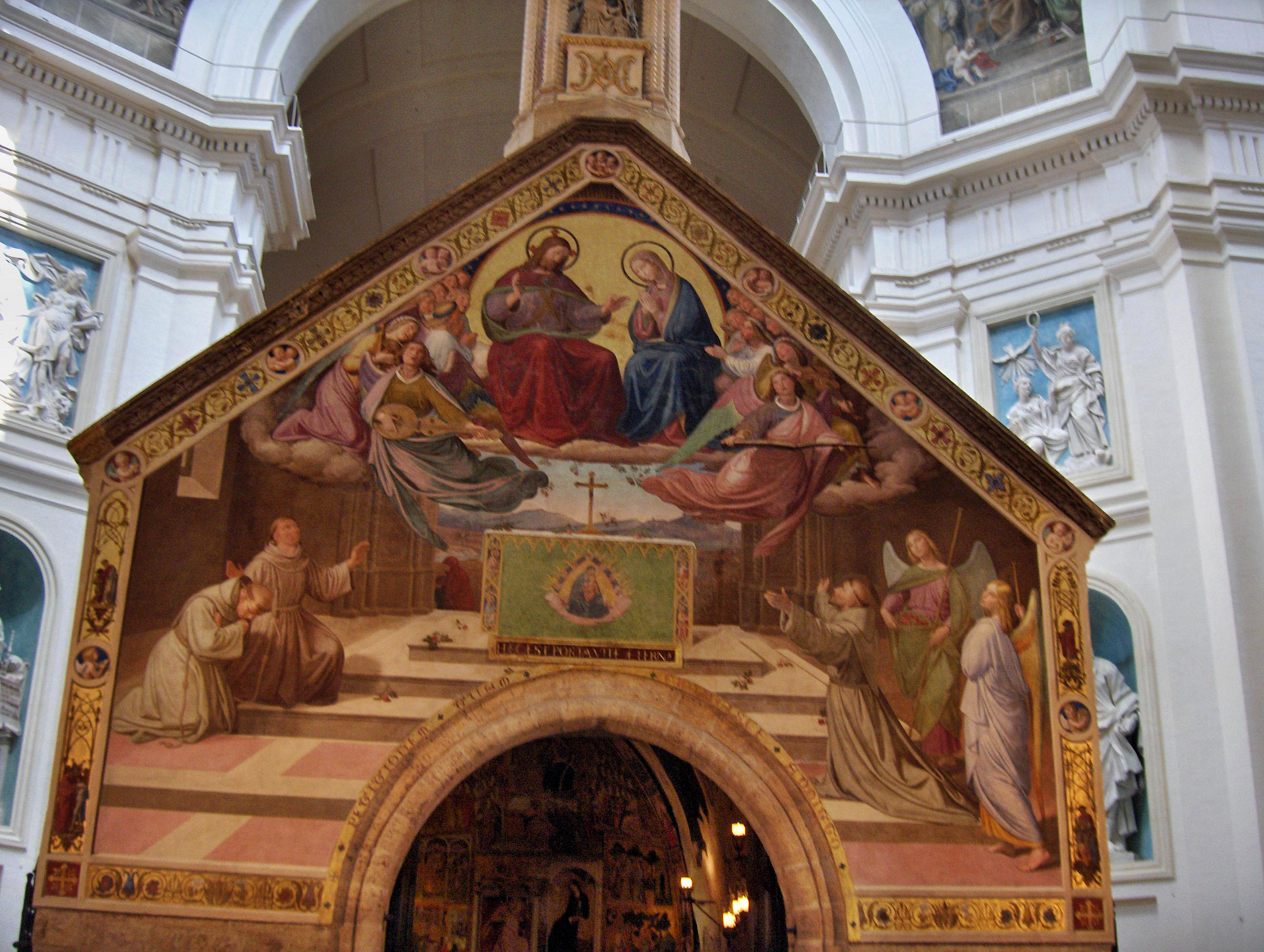
San Francisco recibiendo el perdón de Asís, por F. Overbeck.

Esta chiesetta (capilla) está exquisitamente decorada por artistas de diferentes periodos. Sobre la entrada hay un fresco de Johann Friedrich Overbeck (1829) que representa a San Francisco recibiendo de Cristo y la Virgen la indulgencia, conocida como el «Perdón de Asís». Este pintor alemán era miembro del movimiento nazareno, un grupo de pintores que pretendían revivir honesta y espiritualmente el arte cristiano. En la base de este fresco hay otro, pequeño y rectangular, con las palabras latinas Haec est porta vitae aeternae («Esta es la puerta a la vida eterna»)
La pared lateral del lado derecho muestra fragmentos de dos frescos de artistas umbros desconocidos. En el siglo XIX se abrió una puerta en la misma pared, para controlar la riada de peregrinos. En el lado izquierdo, la pared incluye la tumba de Pietro Cattani, quien falleció el 10 de marzo de 1221. San Francisco aún vivía por entonces. En la parte posterior, por encima de la entrada, hay un fresco que representa la Crucifixión, de Pietro Perugino, pintada alrededor de 1485. Resultó muy dañado durante la construcción de la basílica. La puerta del siglo XV está decorada con motivos florales. En lo alto de la Porciúncula se alza un pequeño campanario gótico.
El austero interior está decorado en un simple estilo gótico con frescos de los siglos XIV y XV. Algunas de las piedras cuadradas, tomadas del monte Subasio, fueron colocadas por el propio santo mientras reparaba esta pequeña iglesia. La obra más destacada es el fresco en seis partes en el ábside de esta pequeña iglesia, pintado por Hilario de Viterbo (1393):
- (en el medio) La Anunciación
- (a la derecha) San Francisco se lanza entre las zarzas
- (a la derecha) San Francisco acompañado por dos ángeles
- (en lo alto) Aparición de Cristo y la Virgen, acompañados por 60 ángeles, con san Francisco ofreciendo rosas
- (a la izquierda) San Francisco implorando al papa Honorio III la confirmación de la indulgencia
- (a la izquierda) San Francisco promulga la indulgencia, acompañado por los obispos de Umbría.

El pavimento del suelo está hoy restaurado a su apariencia original por las restauraciones posteriores al terremoto de 1997.

## La indulgencia de la Porciúncula
La «indulgencia de la Porciúncula» al principio sólo pudo ganarse en la capilla de la Porciúncula entre la tarde del 1 de agosto y el ocaso del 2 de agosto. El 5 de agosto de 1480 (o 1481), el papa Sixto IV la extendió a todas las iglesias de la primera orden y la segunda de los franciscanos. El 4 de julio de 1622, este privilegio se extendió por Gregorio XV a todos los creyentes que, después de la confesión y la recepción de la Sagrada Comunión, visitaran tales iglesias en el día señalado. El 12 de octubre de 1622, Gregorio XV garantizó el mismo privilegio a todas las iglesias de los capuchinos. El papa Urbano VIII la concedió a todas las iglesias de la Tercera orden regular el 13 de enero de 1643, y Clemente X a todas las iglesias de los conventuales el 3 de octubre de 1670. Otros papas posterios la extendieron a todas las iglesias relacionadas de cualquier manera con la orden franciscana, incluso a iglesias en las que la tercera orden celebrase reuniones.
Desde el punto de vista del derecho canónico esta indulgencia es cierta y no sujeta a disputa, pero sí lo es que su origen se encuentre en el propio san Francisco. La controversia se suscita porque ninguna de las antiguas leyendas relativas a san Francisco menciona la indulgencia, y ningún documento contemporáneo la menciona. El más antiguo que se refiere a ella es una escritura notarial del 31 de octubre de 1277, en la que el beato Benito de Arezzo, a quien el propio san Francisco recibió en la orden, testifica que ha sido informado por el hermano Masseo, un compañero de san Francisco, de la concesión de la indulgencia por el papa Honorio III en Perugia.
La indulgencia de la Porciúncula resultó confirmada por la constitución apostólica «Indulgentiarum Doctrina» (1967) después del Concilio Vaticano II.

## Porciúncula en América

### Argentina
En la localidad de Puan, provincia de Buenos Aires, en Argentina, hay una réplica de la Porciúncula en el monasterio Santa Clara, inaugurada en el año 1982, antes de la construcción del Monasterio.

### Colombia

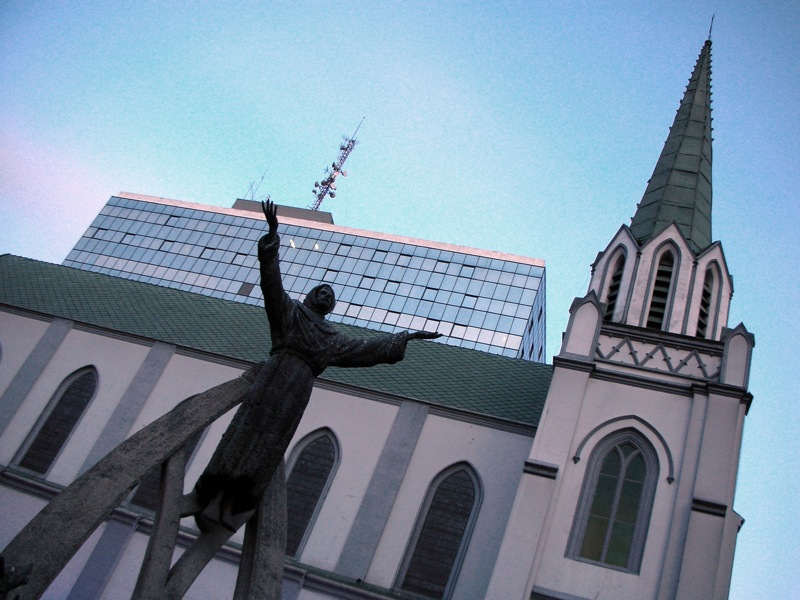
Iglesia de La Porciúncula en Bogotá.

En Bogotá, la capital colombiana, la capilla que fuera anexa al convento franciscano (ya demolido) es una de las iglesias más reconocidas de la ciudad, y lleva el nombre de La Porciúncula. Se encuentra en la localidad de Chapinero, en la esquina de la avenida Chile con carrera 11.

### Costa Rica
En Costa Rica, se venera a Nuestra Señora de los Ángeles. Esta advocación de la Virgen María obedece al hallazgo de una imagen de piedra, el 2 de agosto de 1635. En el mismo lugar se construyó la Basílica de Nuestra Señora de los Ángeles.

### Estados Unidos
En la ciudad más grande que recibió su nombre de san Francisco de Asís, que es San Francisco en California, al occidente de los Estados Unidos, se construye la primera réplica exacta de la capilla de la Porciúncula, proyecto que cuenta con la colaboración de los franciscanos y que tiene el alto patronazgo del cardenal Willian Levada, anterior arzobispo de San Francisco. La nueva capilla es el centro de peregrinación e iniciativas de paz para los Estados Unidos y el resto del mundo.
Además, en un reflejo de la influencia histórica que los franciscanos tuvieron en el desarrollo de esta zona perteneciente a la América Española, ya que allí fundaron también la ciudad de Los Ángeles, cuyo nombre originalmente era "Pueblo de Nuestra Señora la Reina de los Ángeles de Porciúncula", derivado de la Basílica de Santa María de los Ángeles en Asís.

### Paraguay
En Paraguay, en el departamento de Guairá, a unos 50 km de la capital departamental (ciudad de Villarrica del Espíritu Santo), en una de las cumbres del cerro Tres Kandú (parte de la cordillera del Ybytyruzú), hay una réplica de la Porciúncula de Asís en un santuario de la orden de los padres franciscanos.

### Perú
En la ciudad de Lima (Perú), en el distrito del Rímac, el Convento de los Descalzos, de los curas franciscanos españoles, apoyados por el grupo Scout Nuestra Señora de los Ángeles Rímac 233, proporciona, cada 2 de agosto, una sopa hecha con verduras y víveres, recolectados mediante donativos de los mercados aledaños, para todos los lugareños que se denomina «porciúncula».
En la ciudad de Arequipa (Perú) en el templo de la Tercera Orden Franciscana, se festeja la solemnidad de la Porciúncula con la presencia de la talla del siglo XVIII de Nuestra Señora Reina de los Ángeles, y después de la misa solemne se procede al compartir denominado de la «porciúncula».